# May Telmissany
Telmissany (tiếng Ả Rập: مي التلمساني) là một tiểu thuyết gia, dịch giả, nhà phê bình phim người Ai Cập - Canada sinh tại Cairo, Ai Cập, ngày 1 tháng 7 năm 1965. Hiện nay cô đang dạy tiếng Ả Rập và điện ảnh tại Đại học Ottawa ở Ottawa, Ontario, Canada.

## Tiểu sử
May Telmissany là con gái của nhà tiên phong phim tài liệu Ai Cập Abdel-Kader El-Telmissany (1924-2003). Cô học văn học Pháp tại Đại học Ain Shams. Cô đã làm việc vài năm trong Dịch vụ Phát thanh Cairo của Pháp và Khoa Nghệ thuật tại Đại học Menoufia. Cô cũng sống một thời gian ở Paris. Năm 1995, cô lấy bằng thạc sĩ văn học Pháp tại Đại học Cairo. Cô chuyển đến Canada vào năm 1998 để theo học tiến sĩ, cuối cùng hoàn thành bằng tiến sĩ năm 2007 từ Đại học Montreal theo học bổng CIDA. Cô đã giảng dạy tại các trường đại học Montréal, Concordia, McGill và Ottawa.
Cuốn tiểu thuyết đầu tiên của cô Dunyazad (1997) đã được giới phê bình đánh giá cao và được dịch sang tiếng Pháp, tiếng Anh, tiếng Tây Ban Nha và tiếng Đức. Dunyazad đã giành giải thưởng Ulysses năm 2002 cho tiểu thuyết đầu tiên hay nhất ở Pháp và Giải thưởng Nhà nước năm 2002 cho tiểu thuyết tự truyện hay nhất ở Ai Cập. Cuốn tiểu thuyết thứ hai của cô Heliopolis ra mắt năm 2001, và nó được dịch sang tiếng Pháp vào năm 2002. Năm 2009, cô đã xuất bản một bộ sưu tập về những trải nghiệm của mình ở Canada và sự trở lại liên tiếp của cô đến Ai Cập, có tựa đề Lel-Ganna Sour (Thiên đường có hàng rào). Năm 2012, cô xuất bản cuốn tiểu thuyết thứ ba của mình, A Capella.
Telmissany cũng đã viết về một loạt các lợi ích học thuật, ví dụ như các bài tiểu luận, bài báo và chương sách về điện ảnh, nhiếp ảnh, văn học và văn hóa Cairo. Cùng với Robert Solé và Mercédès Volait, cô đã đồng biên tập một cuốn sách hồi ký ở ngoại ô Cairo của Heliopolis. Luận án tiến sĩ của cô về khái niệm khu phố trong điện ảnh Ai Cập đã được dịch sang tiếng Ả Rập và xuất bản ở Cairo. Cô cũng đã thực hiện nhiều bản dịch từ tiếng Pháp và tiếng Anh sang tiếng Ả Rập.

## Tác phẩm văn học
- 1995: Điêu khắc lặp đi lặp lại, Cairo: Dar Sharquiat (Truyện ngắn bằng tiếng Ả Rập) 102 tr.
- 1999: Sự phản bội tinh thần, Cairo: Ấn phẩm cung điện văn hóa (Truyện ngắn bằng tiếng Ả Rập) 125 tr.
- 1997: Doniazade, Cairo: Dar Sharquiat (Tiểu thuyết, ấn bản 1) 65 tr.
- 2001: Dunyazad, Al-Adab, Beyrouth. (Tiểu thuyết, tái bản lần 2) 82 tr.   1999-2000: Doniazade (Tiểu thuyết - được dịch sang sáu ngôn ngữ châu Âu: tiếng Pháp của Mona Latif-Ghattas, Paris: Actes Sud; Tiếng Anh của Roger Allen, London: Saqi Books; Tiếng Hà Lan của Djûke Poppinga, Amsterdam: Uitgeverij Elmar, tiếng Đức của Hartmut Fähend, Basel: Lenos Verlag; Tây Ban Nha của Gozalo Fernando Parillas và Catalan của Joana Hernandez).
- 2003: Heliopolis, Cairo: Tổ chức sách Ai Cập nói chung. (Tiểu thuyết, tái bản lần 2) 167 tr.   2002: Héliopolis, Paris: Actes-Sud (Tiểu thuyết, được dịch sang tiếng Pháp bởi Mona Latif-Ghattas) 150 tr.   2000: Heliopolis, Cairo: Dar Sharquiat (Tiểu thuyết, ấn bản 1) 167 tr.
- 2009: Lel Ganah Sour (Thiên đường có hàng rào. Những bài viết về lưu vong), Cairo: Dar Sharquiat, 164 trang.
- 2012: Một Capella, Cairo: Dar Sharquiat, 151 trang.

## Bản dịch
- 1991 - 1996: Năm cuốn sách văn học được đơn giản hóa cho độc giả vị thành niên, được xuất bản trong bộ sưu tập Các tác phẩm kinh điển của văn học thế giới, Cairo: Tổ chức sách nói chung.
- 1994: Trois Pièces de Théâtre (Fernando Arrabal), Cairo: Academy of the Arts Publications (dịch với sự hợp tác của Faten Anwar), 143p.
- 1994: Les Cinémas Arabes (Mouny Berrah), Cairo: Tổ chức sách tổng hợp, 219 trang.
- 1996: Pratiques du Montage (Albert Jurgensen), Cairo: Học viện xuất bản nghệ thuật, 176 trang.
- 1997: Nhà hát Reading I (Ann Ubersfeld), Cairo: Học viện nghệ thuật xuất bản, 225 trang.
- 2000: Tại sao nên đọc Kinh điển? (Italo Calvino), Cairo: Tổ chức các ấn phẩm cung điện văn hóa, 153 trang.
- 2000: Les Grandes Écoles Esthétiques (Alain và Odette Virmaux), Cairo: Hội đồng xuất bản văn hóa cao cấp, 217 trang.
- 2005: Momo et Loulou (Mona Latif-Ghattas & Lise Desjardins), Cairo: Dar El Nashr Horizons (hợp tác với Walid El Khachab), 107 trang.
- 2007: Le livre ailé (Mona Latif-Ghattas), Cairo: Dar El Nashr Horizons, (Thơ), 70 tr.